# Taphrina deformans
Taphrina deformans (Berk.) Tul., 1866, agente eziologico della malattia comunemente conosciuta come bolla del pesco, è un fungo che appartiene al phylum degli Ascomiceti, ordine Taphrinales, famiglia Taphrinaceae.
Questo tipo di fungo è diffuso in tutte le regioni italiane, tuttavia è nelle regioni settentrionali che, per le condizioni climatico-ambientali più favorevoli, si hanno le infezioni più pericolose.
La Bolla colpisce gli organi verdi della pianta del pesco, come foglie e germogli; in caso di attacchi più virulenti, e su cultivar particolarmente sensibili, la sintomatologia può manifestarsi anche su altri organi come i fiori e i frutti.
È la malattia più importante del pesco per i danni irreversibili che arreca alle foglie che, dopo lo sviluppo del fungo su di esse, seccano e cadono a terra impoverendo o azzerando la produzione dell'anno e, spesso, riducendo anche quella dell'anno successivo per i danni che subisce indirettamente il legno se non vengono effettuati tempestivi trattamenti.
La malattia si manifesta al momento in cui germogliano le prime foglioline ed anche successivamente se l'andamento stagionale è favorevole allo sviluppo fungino; le foglie attaccate si riconoscono per le loro caratteristiche deformazioni bollose e per la colorazione anomala tendente al rosso, come illustrato nelle immagini a lato.
Succede spesso che le deformazioni fogliari della bolla vengano confuse con attacchi di afidi che possono provocare deformazioni fogliari molto simili, ma nel caso della bolla la foglia oltre che deformata diventa carnosa al tatto e croccante- fragile. Inoltre l'attacco di afidi è riconoscibile dalla presenza, sulla pagina inferiore, degli afidi stessi.

## Sintomi sui germogli
Il sintomo tipico è quello sui giovani germogli che vengono spesso aggrediti in fase di apertura delle gemme. Quando fuoriescono dalle gemme, i germogli aggrediti sono già deformati, presentando già foglioline parzialmente o totalmente trasformate in ammassi di aspetto carnoso e con evidenti alterazioni cromatiche che possono variare dal giallo-arancio al rosso intenso.
I germogli colpiti arrestano il loro sviluppo e disseccano lentamente nei mesi estivi, con grossi danni sulle piante sia da allevamento che da produzione. Le piccole foglie dei germogli infetti presentano carnosità, frattura vitrea e bollosità.
Quando le piante sono in buono stato fitosanitario tendono a reagire alla perdita del cimale con l'emissione di nuovi germogli (in estate); tuttavia questo comporta uno stress per la pianta che riduce le proprie funzioni e di conseguenza la produzione.

## Sintomi sulle foglie

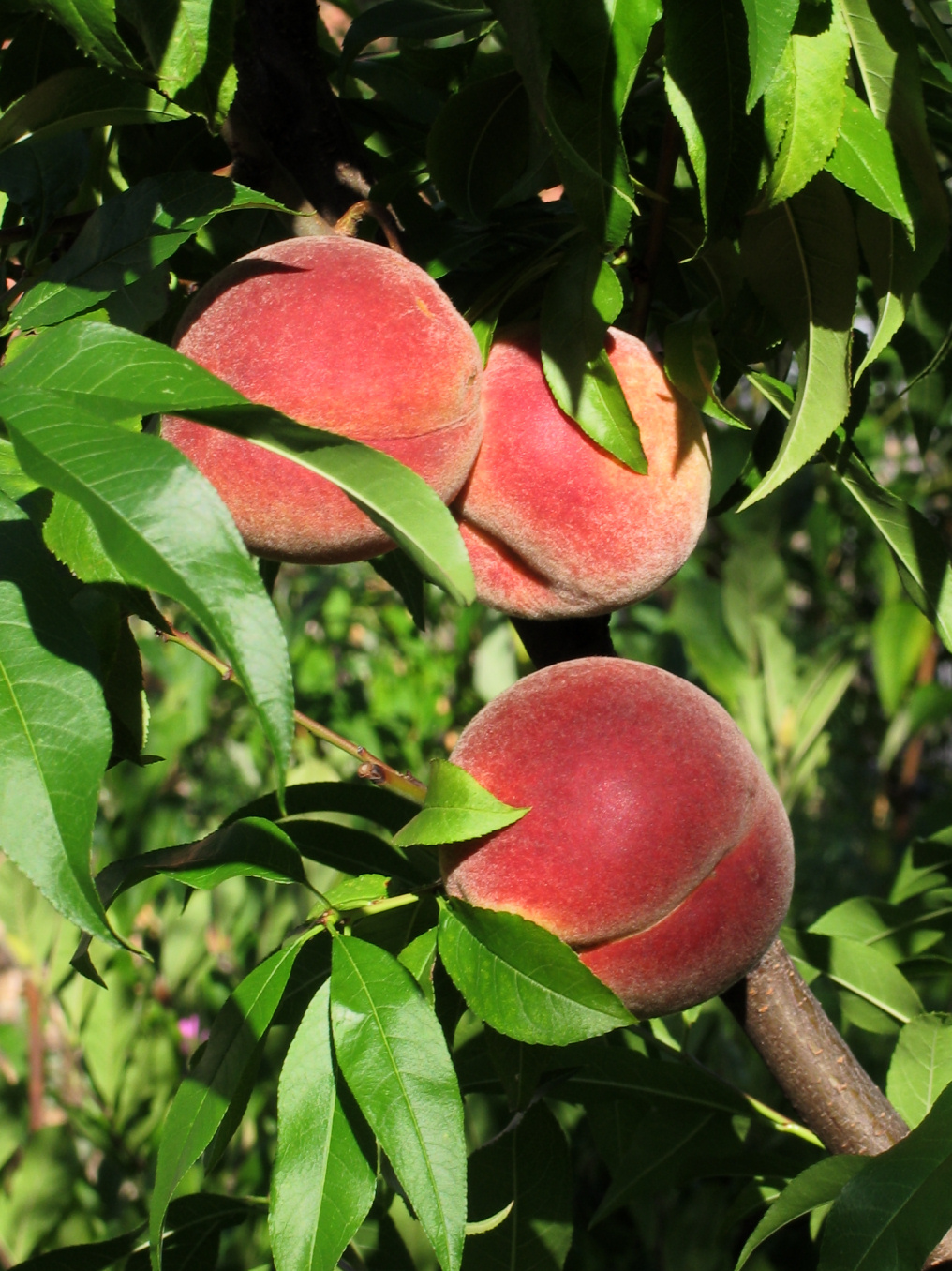
Questo fungo attacca principalmente il pesco

Gli attacchi alle foglie possono avvenire anche in momenti successivi al germogliamento, in questi casi la sintomatologia si manifesta con le stesse modalità descritte per le foglie dei germogli, carnose, con frattura vitrea.
Le foglie sono generalmente colpite solo in modo parziale e soprattutto gli attacchi non compromettono in modo determinante l'allungamento del germoglio. In ogni caso anche il danno alle foglie comporta un maggiore stress e un minor apporto di energia dato dalla perdita di superficie fotosintetica della foglia; questa successivamente dissecca o marcisce.
Le foglie ed i germogli colpiti acquisiscono una superficie corrugata e bollosa quasi lucente nella parte inferiore; successivamente scompare la trasparenza e la foglia assume una tonalità opaca con un aspetto vellutato, che, osservato con una lente di ingrandimento mostra una muffa biancastra data dalle fruttificazioni sessuate del fungo.
Questa malattia attacca soprattutto le foglie, ma può colpire anche fiori, frutti, germogli e rametti. I primi sintomi della bolla si possono osservare sulle foglioline appena schiuse, che presentano delle bollosità, localizzate di preferenza vicino alla nervatura centrale.
Con il progredire dello sviluppo vegetativo, le bollosità aumentano di volume e tendono a confluire, mentre i tessuti colpiti assumono una consistenza carnosa ed uno spessore superiore a quello delle foglie normali. Contemporaneamente alle variazioni strutturali, si verifica anche un cambiamento del colore dei tessuti i quali assumono inizialmente una colorazione gialloclorotica che diviene, in seguito, rossastra.
Le deformazioni morfologiche delle foglie, causate dagli attacchi della Taphrina deformans, provocano una riduzione della capacità fotosintetica con conseguente deperimento della pianta i cui effetti possono ripercuotersi anche negli anni successivi.
L'attacco sui frutti si verifica sporadicamente, interessando una superficie più o meno vasta dell'epidermide che appare deformata con escrescenze di colore rossastro, spesso riunite in sorta di placche mammellonari.
Le spore della bolla del pesco svernano sui rametti e sulle gemme; in primavera danno origine ad un micelio che si addensa sotto l'epidermide; lacerandola per lasciare apparire all'esterno le fruttificazioni degli aschi che a maturità si liberano delle otto ascospore; queste in condizioni di umidità favorevole, si moltiplicano rapidamente per gemmazione, riuscendo a sopravvivere sui rametti e sulle gemme fino a primavera successiva.
Le condizioni adatte di sviluppo, si verificano quando la stagione è fredda ed umida al momento della crescita delle gemme fogliari; pertanto i pescheti posti in zone riparate ed umide vanno maggiormente soggetti all'infezione. La primavera tiepida e secca non permette lo sviluppo della malattia.
Il fungo a 30 °C muore. Lotta: è importante un trattamento antiparassitario autunnale con un fungicida appropriato, è consigliabile un secondo trattamento antiparassitario in inverno, sempre con un fungicida appropriato. Pratica utile è la distruzione dei rametti che per primi portano foglie attaccate dalla malattia.
Nel caso di attacchi precoci, subito dopo l'allegagione, il frutticino si atrofizza e cade. Sui fiori la bolla provoca delle vistose deformazioni con successivo aborto mentre sui germogli causa delle gravi modificazioni strutturali; questi ultimi organi, infatti, assumono una consistenza carnosa ed una conformazione irregolare, con internodi molto ravvicinati e spesso privi di foglie nella parte apicale.
Anche i rametti possono essere attaccati, sia pure di rado e solo quando sono teneri e verdi: la loro crescita è irregolare e si presentano con internodi più corti e con alcuni tumoretti allungati a forma di creste.

## Sintomi sui fiori e sui frutti
- I frutti vengono raramente colpiti, tuttavia nelle varietà più sensibili (nettarine) e in primavere umide, piovose e fredde si può verificare l'infezione con sintomi simili a quelli dei germogli e delle foglie.
- I fiori si trasformano in ammassi carnosi e deformi, con conseguente cascola;
- I frutti, specialmente se colpiti nella fase di accrescimento evidenziano delle zone a superficie corrugata (andamento cerebri forme), bollosa e di colore arancio-rosso, in rilievo rispetto alla superficie del frutto; in queste zone si possono presentare marciumi o lesioni dati da altri agenti fungini.

Se il frutto viene colpito precocemente (post-allegagione) si può avere la cascola.

## Ciclo biologico ed epidemiologia
Le foglie colpite presentano vistose malformazioni che ne riducono la capacità fotosintetica, con conseguente indebolimento e deperimento della pianta e riduzione della produzione di frutti. Forti attacchi nel periodo primaverile-estivo portano alla caduta anticipata delle foglie. I frutti vengono raramente interessati ma, soprattutto se colpiti ancora piccoli, bloccano lo sviluppo e cadono a terra. Il danno da bolla a volte è simile a quello causato da afidi, ma può essere distinto grazie all'assenza degli insetti e dalla melata da essi prodotta.
La Bolla del pesco supera le stagioni sfavorevoli in due modi:
- Spora sessuata (ascospora): riparata negli anfratti delle gemme, fra le perule, o in altri punti coperti della pianta (scorze, frutti infetti).
- Spora asessuata (conidio-gemma): spore prodotte da una particolare forma di gemmazione dell'ascospora di partenza.

In primavera queste spore (ascospore o conidi-gemma), al momento di apertura delle gemme (infezioni ai germogli) e con condizioni igrometriche idonee (bagnatura degli organi vegetali e una temperatura attorno ai 7-8 °C) arrivano a contatto con gli organi vegetali e producono un tubetto premicelico che penetra negli organi vegetali perforando attivamente la cuticola.  All'interno dei tessuti il tubetto produce il micelio che si sviluppa negli anfratti intercellulari avviando un'attività enzimatica ed elaborando sostanze che scatenano processi morfo-fisiologici alla base delle deformazioni descritte in precedenza.
La Bolla a differenza di altri Ascomiceti non differenzia ascocarpi, ma li produce liberi direttamente dal micelio questo dà la patina biancastra che si forma sugli organi colpiti.
Le eventuali infezioni successive sono date dalle spore liberate dagli organi colpiti, sempre che ci siano le condizioni termo-igrometriche giuste e che le temperature non superino i 26-28 °C, oltre i quali il fungo si blocca.
Studi recenti, condotti dalla regione Emilia-Romagna hanno dimostrato che l'attività di questo fungo si ha in due fasi ben distinte, ma che esso rimane su tutta la pianta tutto l'anno. In caso di tempo umido e fresco, con precipitazioni superiori ai 25–30 mm, possono essere necessari due trattamenti supplementari fino allo spiegamento delle foglie.
Lo sviluppo di questa affezione è strettamente legata all'andamento meteorologico; a volte, dopo la prima infezione il germe esaurisce la sua aggressività, mentre in alcune annate i cicli di infezione si ripetono durante tutto il periodo primaverile.

### Fase parassitaria
La fase parassitaria inizia con la rottura delle gemme, ed il conseguente germogliamento. L'infezione avviene con basse temperature (3º-15º) e prolungate piogge (24 o più ore) o nebbie pesanti. Quando si ha la fuoriuscita delle prime foglioline la pioggia diventa un fattore indispensabile per il trasporto delle spore. Per completare il suo ciclo fino alla comparsa dei tipici sintomi bisogna che la temperatura rimanga inferiore ai 18 °C. Valori superiori bloccano il processo. I danni maggiori si hanno tra la rottura delle gemme e la caduta dei fiori.
Le foglie colpite perdono la capacità fotosintetica e sono destinate in tempi più o meno brevi a cadere, manifestando sintomi di filloptosi, che nei casi più gravi possono portare all'intero defogliamento della pianta, con conseguente danno ai germogli e riduzione della fruttificazione e della pezzatura. La presenza del fungo è evidenziata dalla presenza di vistosissimi sintomi.
Probabilmente i frutti delle pesche nettarine sono molto più sensibili rispetto alle altre per la mancanza della tipica tomentosità. In primavera danno origine ad un micelio che si addensa sotto l'epidermide, lacerandola per lasciare apparire all'esterno le fruttificazioni degli aschi che a maturità si liberano le ascospore. Dopo 2-4 settimane dalla comparsa dei sintomi sugli organi colpiti compare una muffa biancastra, da questo momento si ha la fruttificazione del fungo. Le spore fuoriuscite non daranno vita ad altre infezioni ma inizieranno l'attività saprofitaria.

### Fase saprofitaria
Durante la stagione invernale e quella autunnale le spore, favorite dalla pioggia e dall'umidità si moltiplicheranno per gemmazione, distribuendosi nel frutteto e favorendo nuove infezioni.

## Lotta
La lotta contro la Bolla del pesco segue ancora criteri tradizionali, pertanto è prevalentemente di tipo preventivo, effettuata prima dell'apertura delle gemme.
Questa linea di difesa si basa su due interventi molto importanti e un terzo attuato solo in condizioni particolari:
- 1º trattamento: viene attuato a fine autunno (novembre) alla caduta delle foglie e a defogliazione completata;
- 2º trattamento: viene effettuato a fine inverno (gennaio-febbraio);
- 3º trattamento: da effettuarsi fra la fase di gemme gonfie e fra quella dei bottoni rosa; questo intervento viene fatto se si hanno cultivar particolarmente soggette a infezioni di Bolla o se l'anno passato si sono già verificati attacchi da parte del fungo.

Se vengono seguiti i tre trattamenti preventivi è molto difficile riscontrare attacchi da parte del fungo, anche se tuttavia per cultivar particolarmente sensibili (generalmente a pasta gialla) può essere necessario qualche trattamento primaverile (post-allegagione).
La difesa del pesco dalla bolla, condotta congiuntamente alla lotta contro corineo e varie altre affezioni crittogamiche, costituisce la base della protezione anticrittogamica di questa coltura.
Essa si basa sostanzialmente su due interventi chimici estintivi da eseguirsi il primo in novembre, subito dopo la caduta delle foglie, ed il secondo durante il mese di febbraio, appena la temperatura tende ad innalzarsi. Questi interventi «al bruno» sono finalizzati ad abbassare drasticamente la massa di inoculo albergante sulla pianta.
I prodotti solitamente usati contro la bolla sono i dimetilditiocarbammati (ziram 80 allo 0,5-0,6% o tiram 50 allo 0,6-0,7%).
Altrettanto efficace si è dimostrata la dodina. Per il trattamento autunnale si possono usare anche prodotti cuprici alla dose di circa 500 g/hl di rame metallico tenendo presente che possono però causare ustioni a carico dei rametti non ben lignificati. Anche lo ziram applicato poco prima della completa caduta delle foglie può causare fenomeni di fitotossicità.
Ai due classici interventi «al bruno», potranno fare seguito uno o due interventi in vegetazione, solitamente nelle fasi di scamiciatura e di accrescimento dei frutticini, ricorrendo a ziram allo 0,2%. Questi interventi primaverili consentono di ridurre il potenziale d'inoculo ma non di arrestare la malattia e pertanto sono giustificati solo se si notano sulla vegetazione gravi attacchi di bolla. Si ricorda inoltre che anche nei riguardi di questa malattia il polisolfuro di bario possiede una discreta attività.
Congiuntamente alla lotta chimica può essere utile, soprattutto negli impianti di piccole dimensioni, la raccolta in primavera dei germogli e delle foglie infette e la loro successiva distruzione.
Se si vuole ottenere una protezione totale dalla Bolla del Pesco è importante effettuare due trattamenti “sul legno” cioè a pianta spoglia ed esattamente alla caduta delle foglie in inverno ed al rigonfiamento delle gemme che di solito corrisponde al mese di febbraio; questi due trattamenti vanno eseguiti a dose doppia, come del resto è riportato sulle confezioni dei prodotti da impiegare.
Chi dimenticasse di effettuare questi trattamenti e si accorge di un attacco in atto all'uscita delle prime foglie, può intervenire sulla vegetazione, a dose normale, con trattamenti ripetuti ogni 10-15 giorni fino alla scomparsa completa della malattia
C'è chi consiglia anche altri trattamenti per perfezionare la lotta, tuttavia si ha motivo di ritenere che con i due trattamenti suggeriti si ottenga sempre un ottimo risultato; occorre solamente tenere presente che se sul trattamento appena effettuato ci piove sarà necessario ripeterlo a brevissima scadenza. La pioggia può dilavare un trattamento che non si sia ancora completamente asciugato sulla vegetazione; se trascorrono almeno 24 ore dal trattamento alla pioggia si può considerare il trattamento valido, perché ha avuto il tempo di asciugare.

### Fungicida rameico
- Il solfato rameico pentaidrato: è il sale puro. Data la sua fitotossicità deve essere preventivamente neutralizzato con idrossido di calcio.
- La poltiglia bordolese: è un preparato ottenuto dalla neutralizzazione del solfato rameico con idrossido di calcio. A differenza del solfato di rame, la poltiglia bordolese si usa direttamente come sospensione senza aggiunta di calce.
- Gli ossicloruri di rame. Sono combinazioni idrate di ossido rameico e un cloruro. Rispetto al solfato di rame hanno il vantaggio di possedere una minore fitotossicità. In distribuzione esistono due prodotti:
  - Ossicloruro tetrarameico: è un complesso tra l'ossido rameico e il cloruro rameico, con formula 3 CuO · CuCl2 · 3 H2O.
  - Ossicloruro di rame e calcio: è un complesso tra l'ossido rameico e il cloruro di calcio, con formula 3 CuO · CaCl2 · 3 H2O.
  - L'idrossido di rame.

A prescindere dalla formulazione, il rame interferisce con la respirazione cellulare dei funghi interferendo con la formazione dell'acetil coenzima A e quindi con il Ciclo di Krebs. Inoltre interferisce con la dinamica di alcuni cationi nella parete cellulare e con lo stato strutturale della membrana cellulare.
Il rame è un anticrittogamico a largo spettro d'azione attivo per contatto fogliare contro numerose micosi (in genere quelle provocate dalle Peronosporales) e contro le batteriosi in generale. Si impiega ad esempio per la difesa dell'olivo (contro l'occhio di pavone e la rogna), della vite (contro la peronospora), delle pomacee (contro la ticchiolatura), delle drupacee (contro la bolla e il corineo), degli agrumi (contro il mal secco e la gommosi del colletto), della barbabietola (contro la cercospora), in orticoltura e floricoltura (contro le "peronospore", le "antracnosi", le "septoriosi", le "alternariosi" delle ortive e delle floricole).
Il rame è un microelemento perciò le piante tendono ad assorbirlo anche per via fogliare. Le dosi impiegate a scopo fitoiatrico sono però eccessive rispetto ai fabbisogni delle piante perciò può esserci un effetto fitotossico, talvolta letale, su diverse specie agrarie. In generale si consiglia il trattamento invernale sui fruttiferi contro le forme svernanti mentre i trattamenti al verde vanno eseguiti a dosi più moderate. Alcune piante come ad esempio il pesco e il susino non tollerano assolutamente i trattamenti primaverili, mentre altre, come la vite, l'olivo, il melo sono più tolleranti.